# Bahnhof Ashburton
Der Bahnhof Ashburton ist ein ehemaliger Bahnhof in der Stadt Ashburton in Devon, Großbritannien. Er war der Endbahnhof der Nebenstrecke von Totnes.

## Geschichte
Der Bahnhof wurde, wie die gesamte Strecke, am 1. Mai 1872 durch die Buckfastleigh, Totnes and South Devon Railway eröffnet. 1897 wurde die Strecke durch die Great Western Railway übernommen, die am 1. Januar 1948 zur British Railways verstaatlicht wurde. Der Bahnhof wurde für den Personenverkehr im November 1958 geschlossen; der Güterverkehr endete am 7. September 1962.
Der Bahnhof Ashburton wurde dann kurzzeitig durch die Dart Valley Railway, eine Museumseisenbahn, am 5. April 1969 wieder in Betrieb genommen, aber 1971 endgültig geschlossen, als die Strecke zwischen Ashburton und Buckfastleigh für den Ausbau der Straße A 38 benötigt wurde. Heute betreibt die South Devon Railway, eine Nachfolgegesellschaft der Dart Valley Railway, noch das Rumpfstück zwischen Totnes and Buckfastleigh.

## Der Bahnhof heute
Heute wird das ehemalige Bahnhofsgebäude von einer Autowerkstatt genutzt und ist nach Umbauten nicht mehr als Bahnhof erkennbar. Der ehemalige Güterschuppen (Lage) steht als Grade-II-Bauwerk unter Denkmalschutz.